# Peter Weir (baron Weir de Ballyholme)
Peter James Weir, baron Weir de Ballyholme (né le 21 novembre 1968) est un homme politique du Parti unioniste démocrate (DUP) qui est ministre de l'Éducation au sein de l'exécutif d'Irlande du Nord de 2016 à 2017 et de 2020 à 2021.
Il est membre de l'Assemblée d'Irlande du Nord (MLA) de 1998 à 2022, étant à l'origine député de North Down, qu'il représente de 1998 à 2017, avant d'être élu député de Strangford en 2017. Il perd son siège lors des élections à l'Assemblée d'Irlande du Nord de 2022. Depuis novembre 2022, il est membre de la Chambre des lords.

## Jeunesse
Weir fréquente la Bangor Grammar School et est diplômé de l'Université Queen's de Belfast en droit et en comptabilité. Il est admis au Barreau d'Irlande du Nord en 1992 et est un ancien rédacteur en chef de The Ulster Review. Weir est membre du Sénat de l'Université Queen's depuis 1996. Il est élu au Forum de paix d'Irlande du Nord en 1996 pour la circonscription de North Down.

## Carrière politique
Weir est un ancien président des Young Unionists (l'UUP Youth Wing).
Weir refuse de soutenir l'accord du Vendredi saint de 1998, affirmant dans une interview télévisée que le seul commentaire positif qu'il pouvait invoquer pour l'accord est qu'il est "très bien dactylographié". Critique de premier plan de la politique du chef du parti de l'époque, David Trimble, Weir est élu à l'Assemblée d'Irlande du Nord lors des élections de 1998.
Weir est sélectionné comme candidat de son parti pour les élections générales de 2001 à North Down, mais un mois avant les élections, les tensions entre lui et le parti atteignent le stade où il est désélectionné et remplacé par Sylvia Hermon. Weir est ensuite expulsé du parti unioniste d'Ulster pour avoir refusé de soutenir la réélection de David Trimble au poste de premier ministre d'Irlande du Nord. Après une période en tant qu'unioniste indépendant, Weir rejoint le Parti unioniste démocrate (DUP) en 2002.
Depuis lors, il est réélu à l'Assemblée d'Irlande du Nord à North Down à chaque élection pour le DUP. Lors des élections de 2005 à Westminster, Weir est candidat du DUP pour North Down, mais perd contre Sylvia Hermon du parti unioniste d'Ulster.
Il perd son siège lors des Élections législatives nord-irlandaises de 2022.
Il est un ancien membre du North Down Borough Council.
Le 14 octobre 2022, dans le cadre des distinctions spéciales de 2022, Weir reçoit une pairie à vie, siégeant pour le Parti unioniste démocrate. Le 16 novembre 2022, Weir est créé baron Weir de Ballyholme, de Ballyholme dans le comté de Down.

## Vie privée
Weir est avocat de profession.
Il est membre de l'Ordre d'Orange et de la Royal Black Institution. Il fréquente l'église presbytérienne de Hamilton Road.